# Iomachus politus
Espèce
Iomachus politus est une espèce de scorpions de la famille des Hormuridae.

## Distribution
Cette espèce se rencontre au Kenya, en Tanzanie, en Ouganda, en Éthiopie et au Congo-Kinshasa,.
Sa présence au Mozambique est incertaine.

## Description
Le mâle holotype mesure 38 mm.

## Liste des sous-espèces
Selon The Scorpion Files (19/03/2021) :
- Iomachus politus politus Pocock, 1896
- Iomachus politus occidentalis Lourenço, 2003 de la province de Tshuapa au Congo-Kinshasa

## Systématique et taxinomie
Iomachus borana a été placée en synonymie par Kovařík en 1999. Mais elle a été relevée de synonymie par Lourenço en 2020.

## Publications originales
- Pocock, 1896 : « Notes on some Ethiopian species of Ischnurinae contained in the collection of the British Museum. » Annals and Magazine of Natural History, sér. 6, vol. 17, p. 312-318 (texte intégral).
- Lourenço, 2003 : « About two species of Iiochelid scorpions collected in Western Africa (Scorpiones, Liochelidae). » Entomologische Mitteilungen aus dem Zoologischen Museum Hamburg, vol. 14, no 168, p. 137-148 (texte intégral).